# Serolina yongei
Serolina yongei is een pissebed uit de familie Serolidae. De wetenschappelijke naam van de soort is voor het eerst geldig gepubliceerd in 1933 door Hale.